# Enver Gjokaj
Enver Gjokaj est un acteur albano-américain né le 12 février 1980 dans le comté d'Orange. Il est connu pour son rôle de Victor dans la série Dollhouse de Joss Whedon et pour son rôle de Daniel Soussa, dans l'Univers cinématographique Marvel.

## Biographie
Enver Gjokaj est né le 12 février 1980 dans le Comté d'Orange. Son père est albanais et sa mère américaine. Il a un frère jumeau, Demir et un grand frère Bekim. Son frère jumeau est apparu en tant que vedette invitée dans la deuxième saison de la série Dollhouse.

## Carrière
Enver Gjokaj commence sa carrière sur le petit écran en 2006 dans  la série télévisée The Book of Daniel.
En 2008, il est à l'affiche du film The Express au côté de Dennis Quaid, mais aussi de L'Honneur d'un Marine avec Kevin Bacon ou encore de L'Œil du mal au côté de Shia LaBeouf.
Entre 2009 et 2010, il est présent dans la série Dollhouse, dans laquelle il joue Victor. Il apparaît ensuite dans la série télévisée Lie to Me, puis est à l'affiche du film Stone au côté de Robert De Niro. L'année suivante, il incarne Lukka dans un épisode de Community et il est également présent dans un épisode de Person of Interest.
En 2012, il fait un caméo dans le film Avengers où il joue un agent de police. La même année, il apparaît dans le premier épisode de la saison 7 de Dexter.
En 2013 dans il obtient un rôle dans un épisode de The Walking Dead, ainsi que dans les quatre derniers épisodes de la première saison de la série Witches of East End.
En 2014, on le retrouve dans six épisodes de Extant et dans quatre de Rizzoli and Isles.
À partir de janvier 2015, il est présent dans la série Marvel produite par ABC Studios, Agent Carter. Il y joue le rôle d'un agent du SSR, l'agent Daniel Sousa aux côtés de Hayley Atwell. Il reprend son rôle dans la série Marvel : Les Agents du SHIELD, en 2020. 

## Filmographie

### Cinéma
- 2007 : Apparence trompeuse (Spinning Into Butter) de Mark Brokaw (en) : Greg Sullivan
- 2008 : The Express de Gary Fleder : Dave Sarette
- 2008 : L’œil du mal (Eagle Eye) de D.J Caruso : Un pilote
- 2010 : Stone de John Curran : Jack jeune
- 2012 : Avengers (The Avengers) de Joss Whedon : Un policier
- 2012 : Would You Rather, de David Guy Levy : Lucas
- 2014 : Lust for Love d'Anton King : Jake
- 2016 : Jeu trouble (Come and Find Me) de Zack Whedon : Aleksandr

### Courts métrages
- 2013 : A Likely Story de Dana Turken : George
- 2013 : The Intruder de Tom Cole : L'homme
- 2014 : Game of Thrones Rules Your Sex Life de Behn Fannin : L'homme

### Séries télévisées
- 2006 : The Book of Daniel : Josh
- 2006 : The Path to 9/11
- 2007 : The Unit - Commando d'élite (The Unit) : Lloyd
- 2008 : New York - Section criminelle (Law & Order : Criminal Intent) : Peter Gardela
- 2009 - 2010 : Dollhouse : Victor / Anthony Ceccoli / Anton Lubov
- 2010 : Lie to Me : Sergent Jeff Turley
- 2010 : Chase : Carson Puckett
- 2010 : Undercovers : Novak Hincir
- 2011 : Community : Lukka
- 2011 : Person of Interest : Lazlo Yogorov
- 2012 : Hawaï 5-0 (Hawaï Five-0) : Marku
- 2012 : Drop Dead Diva : Radford, l'avocat
- 2012 : Dexter : Viktor Baskov
- 2012 : Made in Jersey : Tommy Ligand
- 2013 : New York, unité spéciale (saison 14, épisode 11) : Michael Provo
- 2013 : Vegas : Tommy Stone
- 2013 : The Walking Dead : Pete Dolgen
- 2013 : Witches of East End : Mike Archer
- 2014 : Extant : Sean Glass
- 2014 - 2015 : Rizzoli & Isles : Autopsie d'un meurtre (Rizzoli & Isles) : Jack Armstrong
- 2015 : Hollywood Hitmen : Evan
- 2015 - 2016 : Agent Carter : Agent Daniel Sousa
- 2019 - 2020 : The Rookie : Donovan, ex mari de Nyla Harper
- 2020 : Emergence : Agent Ryan Brooks
- 2020 : Marvel : Les Agents du S.H.I.E.L.D. : Agent Daniel Sousa
- 2021... : NCIS Hawai'i : Capitaine Joe Milius, chef d'état-major adjoint du commandant de la flotte du Pacifique
- 2023 : invasion saison 2

### Téléfilms
- 2006 : Filthy Gorgeous de Robert Allan Ackerman : Mirash
- 2009 : L'Honneur d'un Marine (Taking Chance) de Ross Katz : Caporal Arenz
- 2009 : Tale of the Tribe de Jonathan Whittle-Utter : Micah
- 2013 : Murder in Manhattan de Cherie Nowlan : Jack

## Voix françaises
En France, Jérémy Prévost, est la voix la plus régulière d'Enver Gjokaj. Thomas Roditi l'a également doublé à trois reprises. 
En France
| - Jérémy Prévost, dans : - Dollhouse (série télévisée) - Lie to Me (série télévisée) - Person of Interest (série télévisée) - New York, unité spéciale (série télévisée) - Vegas (série télévisée) - Witches of East End (série télévisée) - Rizzoli and Isles (série télévisée) - Extant (série télévisée) - Jeu trouble - The Rookie : Le Flic de Los Angeles (série télévisée) - Marvel : Les Agents du SHIELD (série télévisée) - NCIS: Hawaiʻi (série télévisée) | - Thomas Roditi dans (les séries télévisées) : - Made in Jersey - Agent Carter - Emergence Et aussi - Mathias Casartelli dans New York, section criminelle, (série télévisée) - Bertrand Nadler dans Stone - Gilduin Tissier dans Hawaii 5-0 (série télévisée) - Fabrice Fara dans Drop Dead Diva,(série télévisée) - Sylvain Agaësse dans The Walking Dead (série télévisée) |